# 케빈 조너스
케빈 조너스(Kevin Jonas, 1987년 11월 5일 - )는 미국의 싱어송라이터 및 배우로, 밴드 조나스 브라더스의 일원이다.